# General Idea

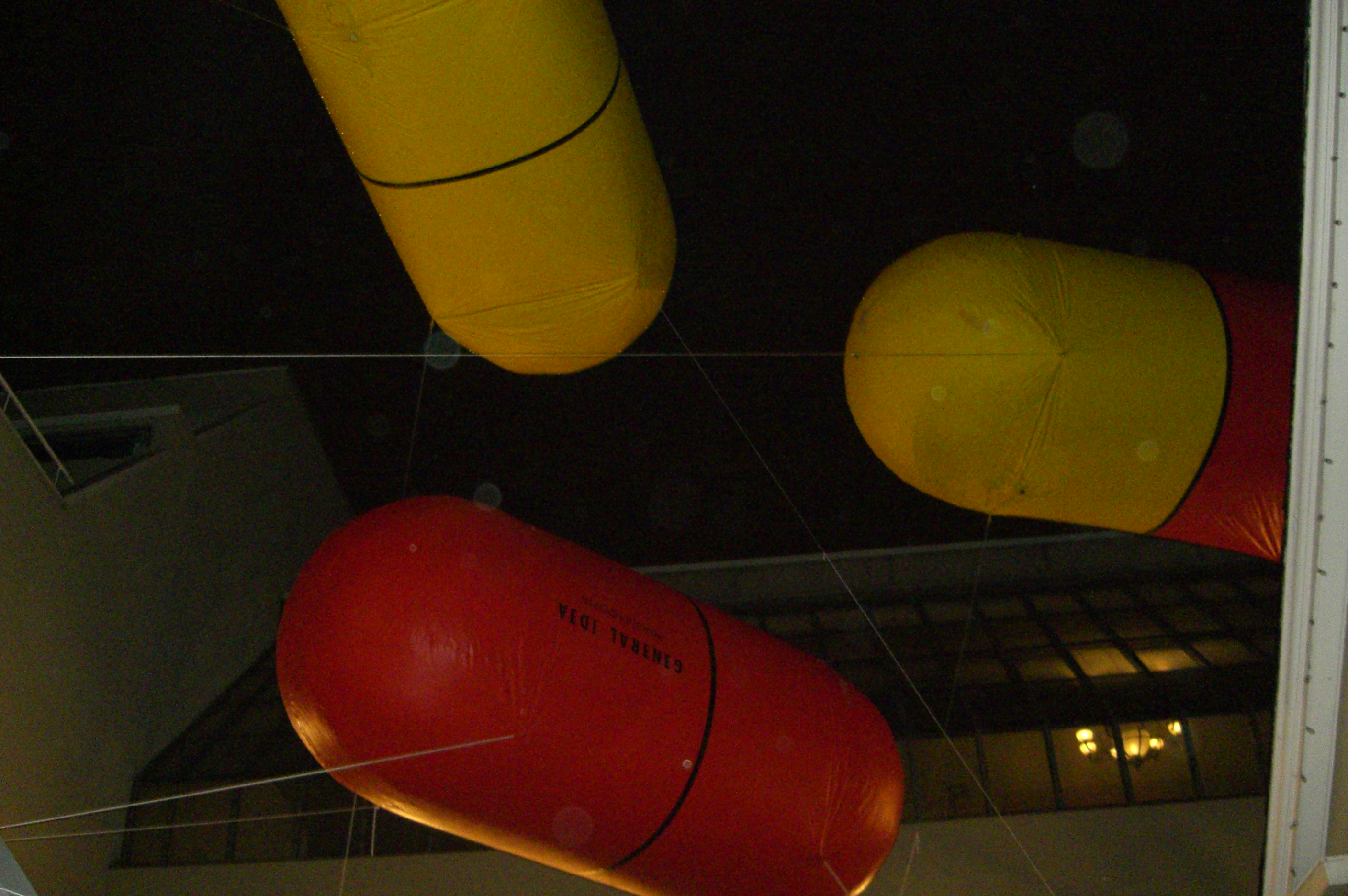
PLA©EBO

General Idea és un grup de creadors plàstics format per AA. Bronson (nascut com Michael Tims a Vancouver l'any 1946), Felix Partz (nascut com Roland Gabe a Winnipeg, Manitoba 1945-1994) i Jorge Zontal (nascut com Slobodan Saia-Levy a Parma, Itàlia, 1944-1994). El grup es va donar a conèixer per anar contra el mercat de l'art a final dels anys seixanta del segle XX amb peces fruit de la reproductibilitat tècnica i a l'abast del gran públic. AA Broson és l'únic membre del grup que encara és viu.
L'activitat artística de General Idea va tenir lloc entre 1967 i 1994. El trio va ser uns dels pioners de l'art conceptual i va explotar els principis dels mitjans de comunicació i la col·laboració artística, fet que va ser la marca del grup i que continua essent una influència important per a les generacions posteriors d'artistes. Van explorar els fenòmens socials que van des de la producció, distribució i consum d'imatges dels mitjans de comunicació a la identitat gai, la crisi de la sida, l'explotació de les marques i logotips per interrogar la producció i consum de l'art com a mercaderia. Aquesta iniciativa està vinculada a la seva crítica a les estructures del món de l'art, com ara els museus i les galeries d'art. Una de les seves tàctiques va ser intervenir i controlar la producció i distribució de les seves pròpies obres d'art. La font d'inspiració del grup va ser un personatge de ficció, Miss General Idea, creat l'any 1970.

## Treball artístic i cultural
El treball de General Idea és habitat per les formes de la cultura popular i els mitjans de comunicació, com els concursos de bellesa, pavellons firals, tipografies comercials. Les seves obres es definiran per tenir un suport poc convencional, sovint vinculat al merxandatge i la reproductibilitat tècnica; postals, fotografies, performances, víedoart, publicacions, instal·lacions, targetes de visita, cartells, estampes, fons de pantalla, globus, escultures, segells, i fins i tot safates de menjar preparat. General Idea s'apropia del format de la imatge i la introdueix en un nou context artístic, forjant una pràctica única conceptual on la paròdia i la ironia despleguen la crítica de la cultura i el seu sistema. Van utilitzar tota classe de recursos expressius per fer reflexionar sobre qüestions que després van inundar la postmodernitat: l'status d'obra d'art i els mateixos artistes, la idea del simulacre, la ironia, la vinculació amb l'entorn i el compromís amb alguns fenòmens artístics i la problemàtica vital del grup, la sida.
General Idea va dur a terme una empresa editorial a través de la revista FILE (1972-1989),  de la qual van arribar a Espanya 22 números dels 29 editats, i va crear una gran col·lecció de llibres de diversos artistes. A FILE tenien com col·laboradors alguns dels artistes més radicals de l'època com el col·lectiu Art Language, l'escriptor William Burroughs o els grups musicals Talking Heads i The Residents.
L'any 1974, General Idea fundà Art Metropole, un centre de gestió artística que publicava, promovia exposicions, arxivava i distribuïa publicacions d'artistes i altres materials de l'àmbit cultural en diversos formats: vídeo, llibres, àudio i medis electrònics. Tres anys més tard, aquest centre feu donació de 13.000 documents a la Galeria Nacional del Canadà. Aquesta iniciativa va ser una corporació sense ànim de lucre amb seu a Toronto i anomenada Miss General Idea Pavillon, que va iniciar la seva activitat expositiva a 1984. Miss General Idea es va convertir una constant en totes les seves exposicions a manera de botiga instal·lació.
Les exposicions retrospectives de l'obra de General Idea viatjaren en una gira per Europa i Amèrica del Nord anomenada Edicions General Idea: 1967-1995 (2007), que fou presentada al Centro Andaluz de Arte Contemporáneo de Sevilla (CAAC), al Museu Andy Warhol de Pittsburgh, el Kunstverein de Múnic, el Kunstverein de Berlín i la Kunsthalle de Zúric. L'exposició va incloure una recreació de les instal·lacions Magic Bullet (1992) i Magic Carpet (1992), i també la instal·lació principal Fin de Siècle (1994). Les obres del grup van viatjar a París, Barcelona, Sydney, São Paulo, la Biennal de Venècia i a la Documenta X de Kassel, Alemanya.

## L'era AIDS

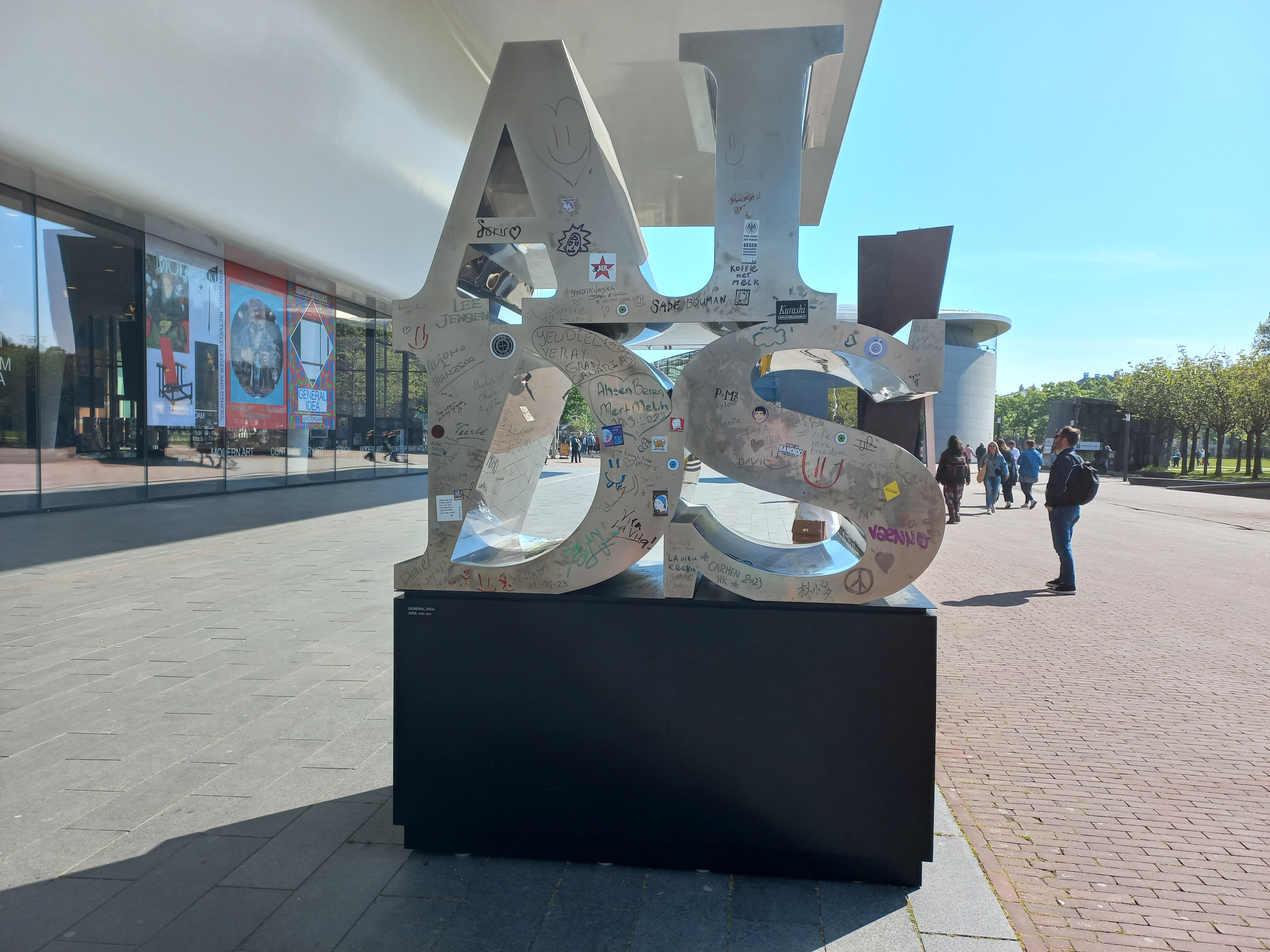
Escultura de la SIDA davant del Museu Stedelijk

Entre 1987 i 1994, el treball de General Idea es va dirigir a la crisi de la sida, síndrome que va afectar dos dels integrants del grup, Fèlix Partz i Jorge Zontal. General Idea van ser dels primers a incorporar el tema de la sida a la seva obra, amb cartells que van envair la ciutat de Nova York amb el lema AIDS (1987). Aquests cartells partien de l'obra LOVE de Robert Indiana, on s'expressa que la crisi de la sida no ha acabat i no es redueix a l'afecció d'una comunitat o col·lectiu determinat. El projecte va aplegar seixanta-cinc projectes d'art públic temporal que finalment portaren a la transformació d'AIDS en un logotip. Una de les seves obres més conegudes és One year of AZT / One Day of AZT (1991), que va ser presentada al Museu d'art Modern del Canadà i que ara es troba a la Galeria Nacional del país. Es tracta de cinc píndoles gegants de color blanc amb una banda blava que van estar reexposades el 2006 durant la Nuit Blanche. L'obra de General Idea s'ha de contemplar com un tot global, dins del que els artistes van denominar l'era AIDS de General Idea, ja que cada una de les seves manifestacions correspon no a una peça singularitzada sinó a un únic projecte de caràcter unitari, immers en un sistema de relacions propi que contribueix a establir les línies d'uns propòsits que transcendeixen el temps i que estan vinculats al que els ha tocat viure com artistes, unint art i vida.
Felix Partz i Jorge Zontal van morir de sida l'any 1994 i AA. Bronson continua la seva tasca com a artista independent.
El professor d'art contemporani de la Universitat Autònoma de Barcelona i comissari Miquel Molins Nubiola va realitzar un cicle a l'Espai 13 de la Fundació Joan Miró anomenat Formes de la dissensió, i va convidar els artistes canadencs a exposar AIDS (1991). El desacord que implicava l'exposició es formalitzava en un passadís estret, cobert a les parets interiors amb cartells on es llegia «AIDS», una apropiació de la icona del pop en què Robert Indiana havia inscrit
la paraula «LOVE». La instal·lació contribuïa a la circulació massiva d'un tabú: la contaminació semàntica del camp social, de
la mateixa manera que el virus contaminava els cossos. Tal com explicava Molins en posar en marxa el cicle: «El debat sobre la
sida no ha arribat a tenir entre nosaltres la dimensió que ha assolit als Estats Units. Aquesta instal·lació, d'un gran impacte, serà una oportunitat per cridar l'atenció sobre un problema que té una gravetat, una actualitat i una proximitat que no es reflecteixen a la premsa sinó molt lateralment» Un any després exposaren Pharmaopia al Centre d'Art Santa Mònica de Barcelona.

## Altres obres destacades
Selecció de vídeos:
- Double Mirror Video (1971) — blanc-i-negre, sonor, 5:50 minuts
- Blocking (1974) — color, sonor, 17 minuts
- Pilot (1977) — color, sonor, 28:56 minuts
- Test Tube (1979) — color, sonor, 28:15 minuts
- Loco (1982) — color, sonor, 9 minuts
- Shut the fuck up (1984) — color, sonor, 14 minuts